# 沃里納島
68°37′S 77°54′E / 68.617°S 77.900°E
沃里納島，是南極洲的島嶼，位於伊利沙伯女皇地，處於布雷德內斯半島對開海域，根據挪威探險隊拍攝的空中照片繪入地圖，現時由南極條約體系管理。